# Teatre Alexis
El Teatre Alexis va ser una sala de teatre ubicada al núm. 90 de la Rambla Catalunya de Barcelona. S'inaugurà el 7 de desembre de 1955 i tancà les portes el mes de gener de 1963, per una ordre governativa entre dues parts en conflicte: els amos del teatre i la mestressa de l'edifici. Abans de teatre havia estat una sala de cinema particular. Després esdevindrà una sala petita de cinema, la Sala Alexis, en el mateix edifici del Cine Alexandra. En va ser director artístic Xavier Regàs.
L'eslògan que es feia servir per anunciar el teatre era: "El teatre més íntim del món" 

## Programació
- 1955. Camarada Cupido, original de Xavier Regàs, a partir d'un conte de Katàiev.
- 1956.	Crim i silenci, original de Josep C. Tàpias
- 1956. Dos hombres en la noche, original de Joan Mas Barlam
- 1956. Les ales de la nit, original Antoni Santos Antolí. Director: Esteve Polls.
- 1957. Bolero, original de Michel Durand, amb traducció de Xavier Regàs
- 1957. Glòria i Amadeu, S.L, original de Josep Maria Poblet
- 1957. El desmemoriat, monòleg de Joan Capri.
- 1957. La muñeca muerta, original d'H. Ruiz de la Fuente.
- 1957.	Otra medalla para el Dr. Martinez, original de Juan Mas Barlam
- 1957. Los blancos dientes del perro, original d'Eduard Criado
- 1958. La encantadora familia Bliss, original de Noël Coward
- 1958. Cuando las nubes canvian de nariz, original d'Eduard Criado.
- 1958. Quizás mañana, original de Josep Castillo i Escalona i Xavier Fàbregas
- 1959. Un pobre diable, original de Xavier Regàs.
- 1959. El mensaje, original de Jaume Salom.
- 1959. Vestir al desnudo, original de Luigi Pirandello, amb traducció d'Indefonso Grande.
- 1960. Marido con zapatillas, original de Noel Clarasó
- 1960. Cena de matrimonios, original d'Alfonso Paso. Direcció de Josep Maria Loperena.